# Caen
Caen er en by og en kommune i det nordvestlige Frankrig. Den er administrativ hovedby (præfektur) for departementet Calvados og hovedstad for den administrative region Basse-Normandie. Befolkningstallet er ca. 115.000, med en total befolkning i det bymæssige område omkring 420 000. Indbyggerne kaldes Caennais.
Caen er kendt for sine historiske bygninger fra Vilhelm Erobrerens tid (han er begravet her) og for slaget om Caen—de svære kampe som fandt sted i og omkring Caen under slaget om Normandiet i 1944.

## Historie
Næsten nøjagtigt 600 år før byen blev lagt i ruiner i 1944, blev den på lignende måde ødelagt af krig, da den engelske kong Edvard 3. i 1346 førte sin hær mod den i håb om at plyndre byen, som på den tid var Normandiets rigeste. Den 26. juli stormede hans tropper byen og plyndrede den, hvilket kostede 3.000 indbyggere livet og medførte, at meget af handelskvarteret i byen blev brændt ned. Kun borgen holdt stadig stand, da englænderne nogle få dage senere marchede mod øst for at sejre ved slaget ved Crecy.

Under slaget om Normandiet i 2. verdenskrig var der intense og bitre kampe i og omkring Caen mellem allierede styrker og aksemagterne. Efter landsætningen af det britiske 1. korps på Sword Beach den 6. juni 1944, gik deres fremdrift i stå udenfor Caen. Britiske og canadiske tropper brød til slut igennem den 9. juli efter at have nedkastet tusindvis af bomber under Operation Charnwood. Bombemaskinerne ødelagde meget af byen, men bidrog til at de allierede kunne indtage dens vestligste del, omend det skete en måned efter den plan, som var udarbejdet af Montgomery. Under slaget søgte mange af byens indbyggere tilflugt i Abbaye aux Hommes, der var bygget på ordre af Vilhelm Erobreren omkring 800 år tidligere. 
Genopbygningen efter verdenskrigen tog 14 år (1948-1962) og førte til den bebyggelse og byplan, som i dag genfindes i Caen.
Film- og fotoenheden i den canadiske hær filmede D-dag-angrebet og det såkaldte Orne-udbrud adskillige uger senere, og vendte tilbage flere måneder efter for at dokumentere byens bestræbelser på at komme på fode. Den endelige film med titlen: Man kan ikke slå en by ihjel (engelsk originaltitel: You Can't Kill a City) findes i Canadas nationalarkiv.

## Administration
I 1952 blev den lille kommune Venoix lagt sammen med Caen.
I 1990 blev byområdet Caen organiseret i et distrikt, som i 2002 ændredes til et communauté d'agglomération (Stor-Caen, omdøbt til communauté d'agglomération Caen la Mer i 2004), der nu omfatter 29 kommuner.
Caen er opdelt i 9 kantoner, som den er hovedby for, men giver navn til følgende 10 kantoner:
- Kantonen Caen-1 udgøres af en del af Caen og kommunen Bretteville-sur-Odon (16 429 indbyggere) ;
- Kantonen Caen-2 udgøres af en del af Caen og kommunerne d’Authie, Carpiquet, Saint-Contest og Saint-Germain-la-Blanche-Herbe (25 772 indbyggere) ;
- Kantonen Caen-3 udgøres af en del af Caen (19 052 indbyggere) ;
- Kantonen Caen-4 udgøres af en del af Caen og kommunen d’Épron (15 418 indbyggere) ;
- Kantonen Caen-5 er kantonen d’Hérouville-Saint-Clair (som ikke er en del af Caen) ;
- Kantonen Caen-6 (også kaldet Caen-Hérouville) udgøres af en del af Caen og en del af d’Hérouville-Saint-Clair (15 603 indbyggere) ;
- Kantonen Caen-7 udgøres af en del af Caen og kommunen Mondeville (14 775 indbyggere) ;
- Kantonen Caen-8 udgøres af en del af Caen og kommunerne Fleury-sur-Orne og Louvigny (18 341 indbyggere) ;
- Kantonen Caen-9 udgøres af en del af Caen (15 208 indbyggere) ;
- Kantonen Caen-10 udgøres af en del af Caen og kommunerne Cormelles-le-Royal og Ifs (22 109 indbyggere).

## Geografi
Caen ligger i et område med meget vand og fugtighed. Floden Orne løber gennem Caen, og desuden en del små floder der kendes som les Odons, hvoraf de fleste er rørlagt for at forbedre byens hygiejniske forhold.
Caen ligger 10 km fra den Engelske Kanal. Under Napoleon 3. anlagdes en kanal parallelt med Orne for at forbinde Caen med havet. Denne kanal udmunder ved Ouistreham, hvor en sluse sikrer den mod tidevandets virkning og giver store skibe mulighed for at sejle op ad kanalen til Caens ferskvandshavne.

## Bygninger

### Fæstningen
Fæstningen (Château de Caen), der er bygget ca. 1060 af Vilhelm Erobreren, er en af Vesteuropas største fra middelalderen. Den var en væsentlig bestanddel af normannernes strategi og politik. Julen 1182 fejredes med en stor, kongelig fest i fæstningen, hvor kong Henrik 2. af England mødte sine sønner, Richard Løvehjerte og Johan uden Land, og sammen med dem modtog mere end tusind riddere. Fæstningen blev sammen med hele Normandiet overgivet til den franske krone i 1204. Under hundredårskrigen blev den angrebet flere gange (1346, 1417, 1450), og den brugtes som tilflugtssted så sent som under 2. verdenskrig. I dag rummer den et museum.

### Klostre
Som bod for at have giftet sig med sin kusine Mathilde af Flandern beordrede Vilhelm desuden to klostre opført:
- Abbaye aux Hommes (Mandeklostret), der i dag er Caens rådhus. Det stod færdigt i 1063 og er viet til Sankt Stefan.
- Abbaye aux Dames (Kvindeklostret), huser i dag regionalrådet (conseil régional) for Basse-Normandie. Det stod færdigt i 1060 og er indviet til Sankt Ægidius. Charlotte Corday, som myrdede Marat i 1793, opholdt sig i klosterskolen her i otte år (1782-1790).

### Andre
- Saint-Pierre Katedralen.
- Memorial pour la Paix, som er et museum for fred, er oprettet i 1988 og viser begivenhederne frem til og efter D-dag. Det er en følelsesladet præsentation, der lægger op til overvejelse af Elie Wiesels tanke: "Fred er ikke en gave fra Gud til mennesket, men en gave, som mennesket giver sig selv". Museet har desuden en udstilling om modtagere af Nobels fredspris og en anden om konfliktløsning i forskellige kulturer.
- Saint Étienne klosterkirke, hvor en stenplade angiver Vilhelm Erobrerens grav. Hans jordiske rester blev dog tilintetgjort af hugenotter i 1562 under de franske religionskrige.
- Parc Festyland, en morskabspark vest for Caen i den nærliggende kommune Carpiquet. Parken har omkring 110.000 gæster om året.

## Samfærdsel
Caen har en innovativ og kontroversiel busbane, et system, som er en mellemting mellem en bus og en sporvogn og bygget af Bombardier Transportation. Trods modstand i befolkningen, hvor kun 23% støttede det, gennemførtes projektet af bystyret fra 1988. Gadeforløbet i Caens centrum ændredes markant, og trafikproblemerne i centrum, der hidtil havde været fri for propper, er endnu ikke løst. Byen har desuden et effektivt netværk af bybusser, der opererer under navnet Twisto.
Lufthavnen Caen-Carpiquet er efter passagertal den største lufthavn i Basse-Normandie og har forbindelser til hele Europa. Flyvningerne udføres af Brit Air og Chal Air Aviation. De fleste passagerflyvninger går via Lyon.
Caen er forbundet med det øvrige Frankrig af motorveje til Paris (A13) og Bretagne (A84), og en ny er under anlæggelse til Le Mans (A28). Rundt om byen går omfartsvejen N 814, som blev indviet i slutningen af 1990'erne. N13 forbinder Caen med Cherbourg og Paris. A13/N814 har en imponerende viadukt, kaldet Le viaduc de Calix, som fører over Orne og Caen-kanalen og tillader fragtskibe og færger at nå frem til Caens kanalhavn. Blandt de færger, som har lagt til der, kan nævnes Quiberon og Duc de Normandie.
Caen var engang en betydningsfuld jernbane- og sporvognsby, men det er gået stærkt tilbage på dette punkt. Fra 1895 til 1936 kørte sporvogne fra selskabet La Compagnie des Tramways Electriques de Caen over hele byen. På jernbanen havde Caen også adskillige hoved- og sidelinjer, som forbandt Caens station med alle dele af Normandiet. Der var linjer til Paris, Vire, Flers, Cabourg, Houlgate, Deauville, Saint-Lô, Bayeux og Cherbourg. Nu eksisterer kun de elektrificerede linjer Paris-Cherbourg, Caen-Le Mans og Caen-Rennes og med ret indskrænket drift.

## Uddannelse
- École de management de Normandie

## Forskelligt

### Kendte borgere
Caen har været fødested for:
- Robert, 1. jarl af Gloucester (ca. 1090-1147), illegitim søn af den engelske konge Henrik 1.
- Jean Bertaut (1552-1611), poet
- François le Métel de Boisrobert (1592-1662), poet
- François de Malherbe (1555-1628), poet, kritiker og oversætter (Malherbes fødested er bevaret)
- Tanneguy Lefebvre (1615-1672), klassisk lærer
- Jean Renaud de Segrais (1624-1701), poet og novellist
- Pierre Daniel Huet (1630-1721), kirkemand og lærer
- René Auguste Constantin de Renneville (1650-1723), skribent
- Pierre Varignon (1654-1722), matematiker
- François Henri Turpin (1709-1799), brevskriver
- Jean de Crèvecoeur (1735–1813), fransk-amerikansk skribent
- Jean-Jacques Boisard (1744–1833), forfatter, som specialiserede sig i fabler
- Gervais Delarue (1751-1835), historiker
- Louis Gustave le Doulcet, Comte de Pontécoulant (1764-1853), politiker
- Daniel Auber (1782-1871), komponist
- Jacques Amand Eudes-Deslongchamps (1794-1867), fransk naturforsker og palæontolog
- Étienne Mélingue (1808-1875), skuespiller og billedhugger
- André Danjon (1890-1967), astronom
- Marie Pierre Koenig (1898-1970), general som havde kommandoen over en brigade af de Frie Franske styrker under slaget ved Bir Hakeim i 1942
- Jordy (født 1988) sanger

### Venskabsbyer
Caen er venskabsby med:
- Nashville, USA
- Alexandria, USA
- Coventry, Forenede Kongerige
- Portsmouth, Forenede Kongerige
- Würzburg, Tyskland
- Thiès, Senegal